# Ashton (Cornouailles)
 (mars 2024).
Pour les articles homonymes, voir Ashton.
Ashton est un village des Cornouailles, en Angleterre. Le village fait partie de la paroisse civile de Breage.